# Ton van den Berg
Antonius Wilhelmus Petrus (Ton) van den Berg (1943) is een Nederlands politicus van het CDA.
Hij was gemeentesecretaris van Tubbergen voor hij in augustus 1986 burgemeester van Heino werd. Op 1 januari 2001 ging die gemeente op in de gemeente Raalte waarmee aan zijn functie een einde kwam. In 2001 is Van den Berg nog enige tijd waarnemend burgemeester van Tubbergen geweest.